# 175451 Linchisheng
175451 Linchisheng este un asteroid din centura principală de asteroizi.

## Descriere
175451 Linchisheng este un asteroid din centura principală de asteroizi. A fost descoperit pe 27 august 2006 la Observatorul Lulin de Hong Qin Lin și Ye Quan-Zhi. Asteroidul prezintă o orbită caracterizată de o semiaxă mare de 3,20 ua, o excentricitate de 0,12 și o înclinație de 6,3° în raport cu ecliptica.